# Gianpaolo Bellini
Pour les articles homonymes, voir Bellini.
Gianpaolo Bellini est un footballeur italien, né le 27 mars 1980 à Sarnico, est un ancien footballeur italien reconverti entraîneur. Défenseur polyvalent, il a passé l’intégralité de sa carrière professionnelle à l’Atalanta Bergame, devenant un emblème du club lombard. Après sa retraite, il a intégré l’encadrement technique des équipes de jeunes de l’Atalanta. 

## Biographie
Carrière en club
Formé au centre de formation de l’Atalanta, Gianpaolo Bellini débute en équipe première lors de la saison 1998-1999 en Serie B, le 11 avril 1999 contre l’Hellas Vérone. Il s’impose rapidement comme un élément important de la défense bergamasque grâce à sa polyvalence, pouvant évoluer aussi bien au poste d’arrière gauche que droit, voire en défense centrale.
Bellini reste fidèle à l’Atalanta tout au long de sa carrière, disputant 435 matchs toutes compétitions confondues, ce qui fait de lui le joueur le plus capé de l’histoire du club. Il totalise 396 matchs de championnat, dont 279 en Serie A, et marque 9 buts au total. Il est capitaine de l’équipe durant plusieurs saisons.
Il remporte à deux reprises la Serie B, en 2005-2006 et 2010-2011, contribuant à chaque fois à la remontée du club en première division.
Le 8 mai 2016, il dispute son dernier match professionnel face à l’Udinese, inscrivant un but sur penalty devant les supporters bergamasques.

## Palmarès
- Champion de Serie B en 2006 et 2011.

## Statistiques
| Saison                | Club                  | Championnat           | Championnat | Championnat | Coupe(s) nationale(s) | Coupe(s) nationale(s) | Total | Total |
| Saison                | Club                  | Division              | M.          | B.          | M.                    | B.                    | M.    | B.    |
| 1998-1999             | Atalanta Bergame      | Serie B               | 4           | 0           | -                     | -                     | 4     | 0     |
| 1999-2000             | Atalanta Bergame      | Serie B               | 20          | 0           | 7                     | 1                     | 27    | 1     |
| 2000-2001             | Atalanta Bergame      | Serie A               | 23          | 0           | 6                     | 2                     | 29    | 2     |
| 2001-2002             | Atalanta Bergame      | Serie A               | 20          | 0           | 2                     | 0                     | 22    | 0     |
| 2002-2003             | Atalanta Bergame      | Serie A               | 19+2        | 0           | 1                     | 0                     | 22    | 0     |
| 2003-2004             | Atalanta Bergame      | Serie B               | 30          | 2           | -                     | -                     | 30    | 2     |
| 2004-2005             | Atalanta Bergame      | Serie A               | 29          | 0           | 8                     | 0                     | 37    | 0     |
| 2005-2006             | Atalanta Bergame      | Serie B               | 30          | 1           | 5                     | 0                     | 35    | 1     |
| 2006-2007             | Atalanta Bergame      | Serie A               | 32          | 1           | -                     | -                     | 32    | 1     |
| 2007-2008             | Atalanta Bergame      | Serie A               | 23          | 2           | 1                     | 0                     | 24    | 2     |
| 2008-2009             | Atalanta Bergame      | Serie A               | 34          | 0           | 2                     | 0                     | 36    | 0     |
| 2009-2010             | Atalanta Bergame      | Serie A               | 29          | 1           | 1                     | 0                     | 30    | 1     |
| 2010-2011             | Atalanta Bergame      | Serie B               | 33          | 0           | 1                     | 0                     | 34    | 0     |
| 2011-2012             | Atalanta Bergame      | Serie A               | 20          | 1           | -                     | -                     | 20    | 1     |
| 2012-2013             | Atalanta Bergame      | Serie A               | 11          | 0           | 1                     | 0                     | 12    | 0     |
| 2013-2014             | Atalanta Bergame      | Serie A               | 9           | 0           | -                     | -                     | 9     | 0     |
| 2014-2015             | Atalanta Bergame      | Serie A               | 15          | 0           | 2                     | 0                     | 17    | 0     |
| 2015-2016             | Atalanta Bergame      | Serie A               | 15          | 1           | -                     | -                     | 15    | 1     |
| Total sur la carrière | Total sur la carrière | Total sur la carrière | 398         | 9           | 37                    | 3                     | 435   | 12    |